# Paranthrene
Paranthrene is een geslacht van vlinders uit de familie wespvlinders (Sesiidae).
De wetenschappelijke naam van het geslacht is voor het eerst geldig gepubliceerd door Jacob Hübner in 1819. De typesoort is Sphinx tabaniformis Rottemburg, 1775.

## Soorten
- P. actinidiae Yang & Wang, 1989
- P. affinis Rothschild, 1911
- P. albifrons Hampson, 1919
- P. anthrax Le Cerf, 1916
- P. asilipennis (Boisduval in Guerin-Meneville, 1832)
- P. atkinsoni (Moore, 1879)
- P. aurantiacum (Rebel, 1917)
- P. aureoviridis Petersen, 2001
- P. auricollum (Hampson, 1893)
- P. aurifera Hampson, 1919
- P. aurivena (Bryk, 1947)
- P. barbarossa de Freina, 1982
- P. bicincta (Walker, 1864)
- P. caeruleimicans (Hampson, 1892)
- P. callipleura (Meyrick, 1932)
- P. cambodialis (Walker, 1865)
- P. canarensis Hampson, 1919
- P. croconeura Meyrick, 1926
- P. cupreivitta (Hampson, 1893)
- P. cuprescens Hampson, 1919
- P. cyanogama Meyrick, 1930
- P. cyanopis Durrant, 1915
- P. chalcochlora Hampson, 1919
- P. charlesi Le Cerf, 1916
- P. chinensis (Leech, 1889)
- P. chrysochloris (Hampson, 1897)
- P. chrysoidea Zukowsky, 1932
- P. davidi Le Cerf, 1917
- P. diaphana Dalla Torre & Strand, 1925
- P. dohertyi (Rothschild, 1911)
- P. dolens (Druce, 1899)
- P. dollii (Neumoegen, 1894)
- P. dominiki Fischer, 2006
- P. dukei Bartsch, 2008
- P. fenestrata Barnes & Lindsey, 1922
- P. fervida (Lederer, 1855)
- P. flammans (Hampson, 1893)
- P. flavifrons Hampson, 1919
- P. gracilis (Swinhoe, 1890)
- P. grotei (Moore, 1879)
- P. henrici Le Cerf, 1916
- P. heterodesma Diakonoff, 1967
- P. hirayamai Matsumura, 1931
- P. hyalochrysa Diakonoff, 1954
- P. insolita Le Cerf, 1914
- P. insularis (Felder, 1861)
- P. iridina Bryk, 1947
- P. javana Le Cerf, 1916
- P. karli Eichlin, 1989
- P. leucocera Hampson, 1919
- P. limpida Le Cerf, 1917
- P. lodimana (Strand, 1918)
- P. meeki (Druce, 1898)
- P. mesothyris Hampson, 1919
- P. metallica (Hampson, 1893)
- P. metaxantha Hampson, 1919
- P. microthyris Hampson, 1919
- P. minuta (Swinhoe, 1890)
- P. nana Lederer, 1852
- P. noblei (Swinhoe, 1890)
- P. oberthueri Le Cerf, 1916
- P. opalescens Hampson, 1919

- P. palmii (Edwards, 1887)
- P. panorpaeformis (Boisduval, 1875)
- P. pellucida Greenfield & Karandinos, 1979
- P. pentazonata Hampson, 1919
- P. pilamicola Strand, 1915
- P. poecilocephala Diakonoff, 1968
- P. polonica Schnaider, 1939
- P. pompilus Bryk, 1947
- P. porphyractis (Meyrick, 1937)
- P. powondrae Dalla Torre, 1925
- P. propyria Hampson, 1919
- P. pulchripennis (Walker, 1862)
- P. pygmaeum (Rebel, 1899)
- P. pythes (Druce, 1899)
- P. rangoonensis (Swinhoe, 1890)
- P. robinae (Edwards, 1880)
- P. robiniae (Edwards, 1880)
- P. rubomacula 2014
- P. rufifinis (Walker, 1862)
- P. rufocorpus Eichlin, 1989
- P. sanguipennis Meyrick, 1926
- P. scintillans (Butler, 1882)
- P. semidiaphana Zukowsky, 1929
- P. sesiiformis Moore, 1858
- P. sikkima (Moore, 1879)
- P. silvai Köhler, 1953
- P. simulans (Grote, 1881)
- P. splendidum (Staudinger, 1891)
- P. stiziformis (Herrich-Schäffer, 1852)
- P. tabaniformis

Populierenwespvlinder (Rottemburg, 1775)
- P. terribile (Turner, 1917)
- P. thalassina Hampson, 1919
- P. tricincta (Harris, 1839)
- P. tristis Le Cerf, 1917
- P. trizonata (Hampson, 1900)
- P. tubercula de Freina, 1982
- P. xanthopyga Hampson, 1919
- P. xanthosoma (Hampson, 1910)
- P. zoneiventris Le Cerf, 1916
- P. zygophora Hampson, 1919